# 8099 Okudoiyoshimi
8099 Okudoiyoshimi è un asteroide della fascia principale. Scoperto nel 1993, presenta un'orbita caratterizzata da un semiasse maggiore pari a 2,5401132 au e da un'eccentricità di 0,2776632, inclinata di 8,74735° rispetto all'eclittica.